# Коняри (Леринско)
Коняри или Койняри е бивше село в Република Гърция.

## География
Землището на Коняри е разположено на територията на дем Лерин (Флорина), област Западна Македония, на 22 километра североизточно от демовия център Лерин (Флорина) на 17 километра източно от Долно Клещино (Като Клинес), в северния край на Леринското поле на самата граница със Северна Македония.

## История
В XIX век Коняри е българско село в Леринска каза на Османската империя. В 1848 година руският славист Виктор Григорович описва в „Очерк путешествия по Европейской Турции“ Куйнавите като българско село. В „Етнография на вилаетите Адрианопол, Монастир и Салоника“, издадена в Константинопол в 1878 година и отразяваща статистиката на населението от 1873 година, селото е споменато два пъти - веднъж като Койнаре (Koïnaré) със 75 домакинства и 175 жители българи и 200 цигани, и втори път като Койнарити (Koïnariti) е посочено като село в Леринска каза със 75 домакинства с 210 жители цигани.
Според статистиката на Васил Кънчов („Македония. Етнография и статистика“) в 1900 в Горно Коняри има 280, а в Долно Коняри - 390 жители турци.
През Балканската война в 1912 година в селото влизат гръцки части и след Междусъюзническата в 1913 година селото остава в Гърция.